# Cheilolejeunea boninensis
Cheilolejeunea boninensis là một loài Rêu trong họ Lejeuneaceae. Loài này được Mizut. mô tả khoa học đầu tiên năm 1982.